# Lesly Bengaber
Lesly Bengaber, né le 12 décembre 1979 à Les Abymes, est un joueur de basket-ball professionnel français. Il mesure 1,96 m.

## Clubs
- 1984-1999 :  ASC Ban-é-Lot (Nationale 3 Guadeloupe)
- 1999-2000 :  Ajaccio BC (NM1)
- 2000-2001 :  AS Denain-Voltaire (NM2)
- 2001-2003 :  AS Bondy 93 (Pro B puis Nationale 1)
- 2003-2005 :  Rueil PB (Pro B)
- 2005-2006 :  Olympique d'Antibes (Pro B)
- 2006-2007 :  JL Bourg-en-Bresse (Pro A)
- 2007-2009 :  Stade clermontois (Pro A, Pro B)
- 2009-2010 :  SLUC Nancy (Pro A)
- 2010- 2013:  Olympique d'Antibes (Pro B)
- 2013:  Poitiers Basket 86 (Pro B)
- 2014:  ALM Évreux (Pro B)
- 2014-2015 :  Olympique d'Antibes (Pro B)
- 2015 :  Cognac CBB (NM1)
- 2016 :  Vendée Challans Basket (NM1)

## Palmarès
- 1998-1999 : Champion de Guadeloupe
- 1998-1999 : Champion Antilles Guyane
- 2003-2004 : Finaliste de Pro B avec Rueil-Malmaison
- 2005-2006 : Meilleur joueur Français à l'évaluation Pro B avec Antibes
- 2005-2006 : 2e meilleur joueur Français Pro B  avec Antibes
- 2005-2006 : Meilleure progression de l'année Pro B avec Antibes
- 2012-2013 : Champion de France de Pro B avec Antibes
- 2018 Champion de la Guadeloupe U15(coach) et seniors
- 2019 : Vice Champion de la Guadeloupe seniors.

```
 Champion de la Guadeloupe u15(coach)
```

Coach u11
- 2021 :Champion de la Guadeloupe u13 (coach)

## Sources
- Maxi-Basket